# Endride
Endride (エンドライド?, Endoraido) è un progetto multimediale giapponese che prevede una serie anime dello studio Brain's Base e un videogioco per smartphone Endride: X Fragments (エンドライド ～X fragments～?, Endoraido: Kurosu Furagumentsu), pubblicato nel 2016.
Il character design è affidato a due autori d'eccezione, Nobuhiro Watsuki di Rurouni Kenshin e Kazushi Hagiwara di Bastard!!.

## Trama
Shun Asanaga è un ragazzo appassionato di cristalli. Un giorno si reca nell'ufficio del padre dove trova un cristallo che non aveva mai visto e che lo trasporta nel mondo fantasy di Endora. Qui incontra Emilio, il principe che dopo aver cercato inutilmente di uccidere l'usurpatore del trono del padre viene rinchiuso in cella. Fuggiranno insieme utilizzando le loro reliquie inverse, armi che si materializzano grazie al potere dei cristalli.

## Personaggi dell'anime
Shu Asanaga (浅永 瞬?, Asanaga Shun)
Doppiato: Kenshō Ono
Protagonista della serie. Viene spedito nel mondo di Endora da un cristallo del padre.
Emilio (エミリオ?, Emirio)
Doppiato da: Toshiki Masuda
Principe di Endora.
Alicia (アリシア?, Alishia)
Doppiata da: Karen Miyama
Un'amica di Emilio. La sua Reliquia è un cucciolo di drago.
Falarion (ファラリオン?, Fararion)
Doppiato: Ayaka Ōhashi
Il drago di Alicia.
Pascal (パスカル?, Pasukaru)
Doppiato da: Yuu Mizushima
Eccentrico scienziato della Royal Researcher.

### Ignauts
Demetrio (デメトリオ?, Demetorio)
Doppiato: Hiroki Takahashi
Leader dei ribelli Ignauts
Louise (ルイーズ?, Ruīzu)
Doppiata da: Shizuka Itō
Forte membro dei Ignauts.
Eljuia (エルジュイア?, Erujuia)
Doppiata: Kōusuke Toriumi
Membro non forte in battaglia ma in grado di predire il futuro.

### Altri personaggi
Delzaine (デルザイン?, Deruzain)
Doppiato da: Akio Ōtsuka
L'attuale re usurpatore di Endora.

## Personaggi del videogioco
Kanata (カナタ?, Kanata)
Doppiato da: Natsuki Hanae
Ragazzo di superficie risucchiato ad Endora. Dispone di un grande carisma da leader.
Haruka (ハルカ?, Haruka)
Doppiata da: |Minami Tsuda
Ragazza della superficie risucchiata ad Endora con suo fratello Kanata. Ottima studentessa,si prende sempre cura degli altri ed ottiene la fiducia di tutti.
Daniel (ダニエル?, Daniel)
Doppiato da: Yūki Ono
Denida (デニーダ?, Denīda)
Doppiata da: |Sayaka Ōhara
Panicia (パニーシャ?, Panīsha)
Doppiato da: |Kaori Ishihara
Antom (アントム?, Antomu)
Doppiato da: Masaya Matsukaze

## Media

### Anime
L'anime è composto in totale da 24 episodi, undici dei quali già trasmessi a partire da aprile 2016. Diretta da Keiji Gotoh, la storia è scritta da Toko Machida. La colonna sonora è composta da Kōhei Tanaka e Imagine Project. L'opening è Limit di Luna Sea, mentre l'ending Go my way di Ryōta Fujimaki.

#### Episodi
| Nº | Giapponese 「Kanji」 - Rōmaji     | In onda           | In onda |
| Nº | Giapponese 「Kanji」 - Rōmaji     | Giapponese        |         |
| 1  | 「ライド」 - Raido                | 2 aprile 2016     |         |
| 2  | 「エンドラ」 - Endora             | 9 aprile 2016     |         |
| 3  | 「旅立ち」 - Tabidachi            | 16 aprile 2016    |         |
| 4  | 「イグナーツ」 - Igunātsu         | 23 aprile 2016    |         |
| 5  | 「襲撃」 - Shūgeki                | 30 aprile 2016    |         |
| 6  | 「決意」 - Ketsui                 | 7 maggio 2016     |         |
| 7  | 「少女」 - Shōjo                  | 14 maggio 2016    |         |
| 8  | 「孤島」 - Kotō                   | 21 maggio 2016    |         |
| 9  | 「父と子」 - Chichi to ko         | 28 maggio 2016    |         |
| 10 | 「想い」 - Omoi                   | 4 giugno 2016     |         |
| 11 | 「深層」 - Shinsō                 | 11 giugno 2016    |         |
| 12 | 「バベルの光」 - Baberu no hikari | 25 giugno 2016    |         |
| 13 | 「軌跡」 - Kiseki                 | 2 luglio 2016     |         |
| 14 | 「再起」 - Saiki                  | 9 luglio 2016     |         |
| 15 | 「モンスター」 - Monsutā          | 16 luglio 2016    |         |
| 16 | 「憧憬」 - Dōkei                  | 23 luglio 2016    |         |
| 17 | 「帰還」 - Kikan                  | 30 luglio 2016    |         |
| 18 | 「囚人」 - Shūjin                 | 6 agosto 2016     |         |
| 19 | 「地上」 - Chijō                  | 20 agosto 2016    |         |
| 20 | 「過去」 - Kako                   | 3 settembre 2016  |         |
| 21 | 「対峙」 - Taiji                  | 10 settembre 2016 |         |
| 22 | 「危機」 - Kiki                   | 17 settembre 2016 |         |
| 23 | 「決闘」 - Kettō                  | 24 settembre 2016 |         |
| 24 | 「終焉」 - Shūen                  | 24 settembre 2016 |         |

### Videogioco
Il gioco, pubblicato nel 2016, è stato realizzato con disegni di Hidari e testo di Takumi Miyajima, con una trama diversa rispetto a quella dell'anime.